# Claudio Baccalà
 (juin 2025).
Claudio Baccalà, né le 4 septembre 1923 à Brissago et mort le 9 décembre 2007, est un peintre suisse.

## Biographie
Claudio Baccalà est issu d'une famille de paysans et de bergers du Tessin. Après la Seconde Guerre mondiale, il vit tout d'abord à Pratteln, puis à Zurich, et à partir de 1950, à nouveau à Brissago, sa ville natale.
Autodidacte en art, il est actif à partir de 1947 se spécialisant dans la peinture de paysages. Jean Dubuffet l'aide à se faire un nom sur la scène internationale de l'art brut, et notamment à Paris et à Bruxelles. Son œuvre est très influencée par le groupe CoBrA.
Il meurt le 9 décembre 2007 des suites d'un problème cardiaque.

## Source
- swissinfo.ch, « Décès du peintre tessinois Claudio Baccalà » (consulté le 12 décembre 2007)